# 1927
Het jaar 1927 is een jaartal volgens de christelijke jaartelling.

## Gebeurtenissen
januari
- 1 - Oprichting van de Nederlandse- en Italiaanse voetbalclubs SV Huizen en AS Roma.
- 7 - De Harlem Globetrotters debuteren.
- 14 - Paul Doumer verkozen als president van Frankrijk.
- Medio januari wordt begonnen met de aanleg van de Afsluitdijk.

februari
- 15 - In Brussel wordt de Liga tegen Imperialisme (en koloniale onderdrukking) opgericht.

maart
- 7 - Een wet van de Amerikaanse staat Texas die zwarten uitsluit van stemrecht wordt door het Amerikaanse Hooggerechtshof ongrondwettelijk verklaard.
- 11 - De kortegolf telefoniezender PCJJ, gebouwd in het Philips' Natlab te Eindhoven, wordt in grote delen van de wereld kristalhelder gehoord, o.a. in Bandung op Java, 12.000 km verder. De zender is ontworpen en gebouwd door de 23-jarige Delftse student Johan Jacques Numans onder mentorschap van dr. Balthasar van der Pol.
- 24 - De Nederlandse Eerste Kamer verwerpt met 33 tegen 17 stemmen het verdrag met België tot aanleg van een Schelde-Rijnverbinding. Dit na een felle campagne onder aanvoering van de waterstaatsingenieur Anton Mussert. Minister Van Karnebeek treedt af.
- 26 - De eerste editie van de Mille Miglia wordt georganiseerd.
- 28 - De Amerikaanse gangster Fred Burke legt in Detroit drie rivaliserende maffiosi om met een Tommygun. Het is voor het eerst dat een dergelijk wapen wordt gebruikt in het criminele milieu.
- maart - Frankrijk ontruimt het Rijnland.

april
- 7 - De Italiaanse regering van Benito Mussolini en het Hongaarse bewind van admiraal Horthy sluiten een vriendschapsverdrag.
- 11 - Het ministerie van Financiën van de Verenigde Staten maakt bekend dat er sinds de invoering van de Droogleggingswet in januari 1920 voor 62 miljoen dollar aan auto's en schepen in beslag is genomen of vernietigd, 300.000 mensen zijn gearresteerd en 49 politiemensen hierbij het leven hebben verloren.
- 19 - Een New Yorkse rechtbank bevindt actrice Mae West schuldig aan obsceniteit en zedenbederf door haar toneelstuk Sex. Ze wordt veroordeeld tot tien dagen hechtenis en $500 boete.
- In China worden de gevechten tussen de rechtervleugel van de Kuomintang enerzijds en de linkervleugel van deze beweging en de communisten anderzijds gewonnen door de rechtse groepen. Er wordt een slachting aangericht onder hun tegenstanders.

mei
- 1 - In Amsterdam verslaat het Nederlands elftal België met 3-2.
- 9 - Het parlement en de regering van Australië verhuizen van Melbourne naar de nieuwe hoofdstad Canberra.
- 18 - Eerstesteenlegging van het Olympisch Stadion in Amsterdam door Prins Hendrik.
- 18 - In het dorp Bath in Michigan blaast een man zijn boerderij, de plaatselijke lagere school en zijn auto op. 45 mensen, meest schoolkinderen, komen om het leven.
- 20 - Charles Lindbergh maakt met zijn eenmansvliegtuig Spirit of St. Louis, een verbouwde Ryan hoogdekker, de eerste solovlucht non stop New York-Parijs in 33 uur en 20 minuten. Hij arriveert op Le Bourget op 21 mei. De afstand die hij heeft afgelegd, bedraagt 5676 kilometer.
- 24 - In Triëst huldigt de Italiaanse koning Vittorio Emanuele III het oorlogsmonument met vuurtoren Faro della Vittoria in.

juni
- 1 - Zware tornado teistert Neede in Gelderland.
- 1 - De kinderarts Cor de Lange wordt de eerste vrouwelijke hoogleraar aan de Universiteit van Amsterdam.
- 1 - Opening van de Hindenburgdam tussen Sleeswijk-Holstein en het Waddeneiland Sylt.
- 7 - Pjotr Vojkov, de Russische gezant in Warschau, komt om bij een aanslag.
- 27 - Eerste Rijkswegenplan in Nederland, de basis voor de nieuwe wegen van de 20e eeuw.
- juni - De overblijvende communisten worden uit de politieke leiding van de Kuomintang verwijderd.
- juni - De Ford Model T gaat uit productie. Er zijn in totaal 15.007.033 stuks in Amerika gebouwd.

juli
- 4 - Soekarno richt in Bandoeng de Perserikatan Nasional Indonesia (PNI) op. De PNI wil een nationale staat Indonesië oprichten, die het hele gebied van Nederlands-Indië zou omvatten.
- 10 - In Dublin wordt de Ierse minister van Justitie en Buitenlandse Zaken Kevin O'Higgins vermoord. Voor zijn overlijden ziet hij nog kans zijn testament te dicteren.
- 11 - Een zware aardbeving richt grote schade aan in Palestina en Transjordanië. Ten minste 500 mensen komen om het leven.
- 21 - Alfredo Binda wordt op de Nürburgring de eerste officiële wereldkampioen wielrennen.
- 23 - Op de Nederlandse radio wordt voor het eerst een reportage uitgezonden. Willem Vogt doet voor de ANRO verslag van de landing op Schiphol van een KLM-vlucht uit Batavia.
- 24 - De Menenpoort wordt ingehuldigd

augustus

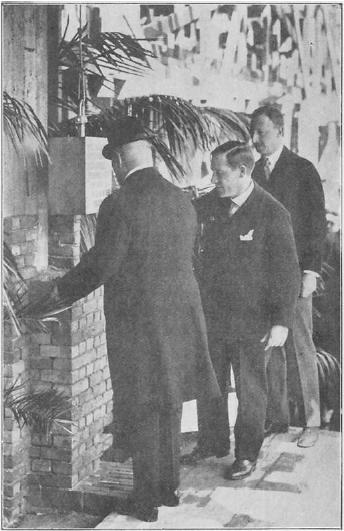
18 mei: eerstesteenlegging van het Olympisch Stadion.

- 7 - Onder Laren heeft een frontale botsing plaats op de tramlijn naar Amsterdam. Vier mensen komen om het leven. De stoomtram wordt vanwege eerdere ongelukken op dit traject de Gooise moordenaar genoemd.
- 11 - Na een lange aanloopperiode wordt begonnen met de aanleg van de Afsluitdijk, de zware zeedijk tussen Den Oever in Noord-Holland en Zurich in Friesland, een van de belangrijkste onderdelen van de Zuiderzeewerken.
- 17 - Op het Rembrandtsplein in Amsterdam gaat de derde editie van Olympia's Tour van start. De Nederlandse amateurs krijgen concurrentie van kampioenen uit verscheidene landen en een semi-professionele Duitse ploeg.
- 17 - Calvin Coolidge bezoekt het Pine Ridge Indian Reservation in Zuid-Dakota, het eerste bezoek van een Amerikaanse president aan een indianenreservaat.
- 29 - Oprichting van de Roomsch Katholieke Handelshoogeschool in Tilburg.

oktober
- 1 - Koning Albert I van België houdt de Toespraak van Seraing.
- 3 - De Mexicaanse politicus Francisco R. Serrano, oppositiekandidaat in de presidentsverkiezingen van 1928, en dertien van zijn aanhangers worden in het bloedbad van Huitzilac door militairen doodgeschoten.
- 6 - The Jazz Singer, de eerste film met geluid, wordt uitgebracht met in de hoofdrol Al Jolson.
- 7 - De Britse zwemster Mercedes Gleitze zwemt in ruim tien uur Het Kanaal over met een waterdicht horloge van Rolex aan haar pols. Deze mijlpaal luidt het einde in van het aloude zakhorloge.
- 27 - Koningin Wilhelmina opent het Maas-Waalkanaal in Gelderland.

november
- 19 - In Suriname wordt de roofmoordenaar Nicodemus Charles Apatoe opgehangen, de laatste executie onder het Wetboek van Strafrecht in dat land.
- 26 - Op het Amsterdamse Rembrandtplein worden de populaire zanger/cabaretier Jean-Louis Pisuisse en zijn vrouw Jenny Gilliams vermoord door haar ex-minnaar.
- Trotski en Zinoviev worden uit de Communistische Partij gezet.

december
- 2 - Henry Ford presenteert de Model A als opvolger van de Ford Model T. De wagen zal in maart 1928 in productie gaan in River Rouge Plant, de nieuwe Fordfabriek in Dearborn (Michigan).
- 30 - De metrolijn tussen Asakusa en Ueno wordt geopend. Het is de eerste lijn van de Metro van Tokio.
- De Manchester Guardian doet melding van geheime militaire samenwerking tussen Duitsland en de Sovjet-Unie.
- Trotski wordt uit Moskou verbannen, en woont in Alma Ata. Zinoviev en Kamenev geven hun strijd tegen Stalin op.

zonder datum
- Erwin Schrödinger ontwerpt de Schrödinger-vergelijking.
- Start van de eerste passagiersverbinding door de lucht van Amsterdam naar Batavia in Nederlands Oost-Indië, waarvoor de moderne Fokker F12 wordt gebouwd.
- De Country Women's Association of Western Australia wordt opgericht.

- Luchtopnames uit 1927 van de besneeuwde buitenwijken en de polders rond Rotterdam, evenals van de havens.
- Bioscoopjournaal uit 1927. Werkzaamheden in het kader van de verhoging van de Willemsbrug, een van de Maasbruggen in Rotterdam.
- Bioscoopjournaal uit 1927. Vuurwerk te Beverwijk, waarschijnlijk ter gelegeheid van Koninginnedag.
- Bioscoopjournaal uit 1927. Visafslag: Lossen en sorteren van vis in de Scheveningse haven.
- Bioscoopjournaal uit 1927. Vertrek van de actrice Beppie de Vries naar Australië.
- Bioscoopjournaal uit mei 1927. Optocht van het Leger des Heils door Amsterdam ter gelegenheid van het veertigjarig jubileum van het leger in Nederland.

## Muziek
- 4 augustus - Ralph Peer neemt in een geïmproviseerde studio in Bristol (Tennessee) twee nummers van Jimmy Rodgers op: de sentimentele ballade "The Soldier's Sweetheart", en het slaapliedje, "Sleep, Baby, Sleep". De plaat wordt op 7 oktober door Victor uitgebracht en heeft onmiddellijk veel succes.
- Franz Lehár componeert Der Zarewitsch met het Wolgalied.

### Premières
- 10 januari: Fritz Langs Metropolis
- 18 januari: Romantic overture van Arnold Bax
- 21 januari: Suite in F van Albert Roussel
- 20 maart: Hoornconcert van Kurt Atterberg
- 26 maart: Norsk kjempedans en Galder van Johan Halvorsen
- 28 april: het eerste deel van Sinfonia libera in due parte van Arvid Kleven
- 30 mei: Odes anacréontiques van Albert Roussel
- 20 augustus: There is a willow grows aslant a brook van Frank Bridge
- 17 september: Strijkkwartet nr. 3 van Frank Bridge
- 19 september: Strijkkwartet nr. 3 van Arnold Schönberg
- 27 oktober: Enter spring Frank Bridge
- 18 november: Pianosonate nr. 3 van Arnold Bax
- 24 november: Saxofoonconcert van Joseph Holbrooke

## Beeldende kunst

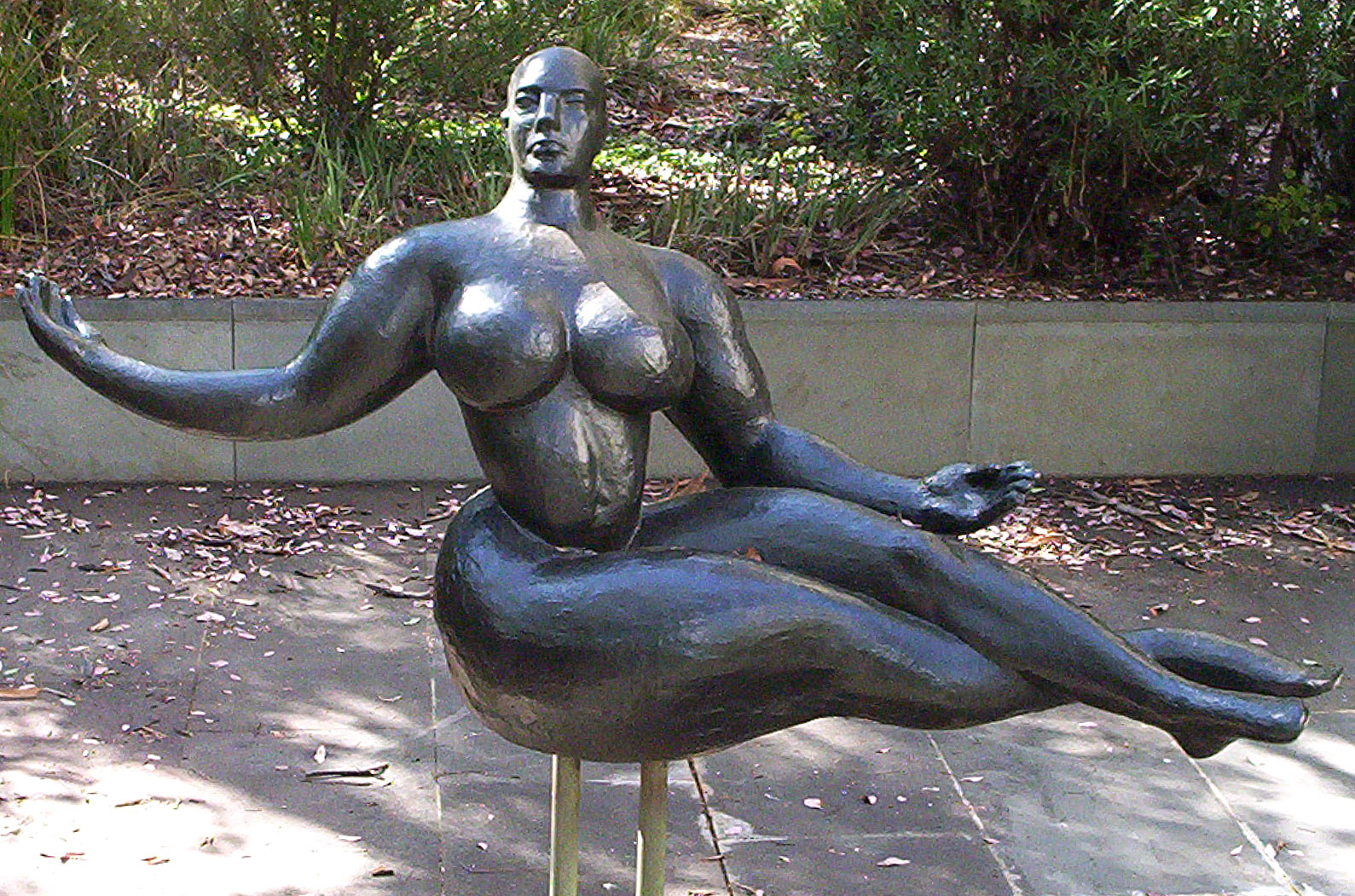
Floating Figure (1927) Gaston Lachaise, National Gallery of Australia
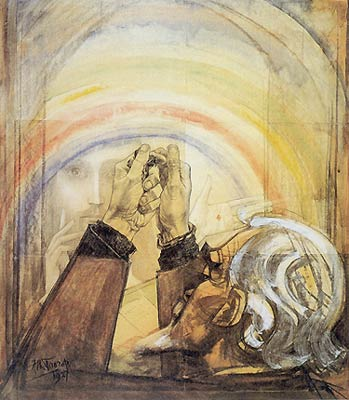
Zelfportret (1927) Jan Toorop, Stedelijk Museum, Amsterdam

## Bouwkunst

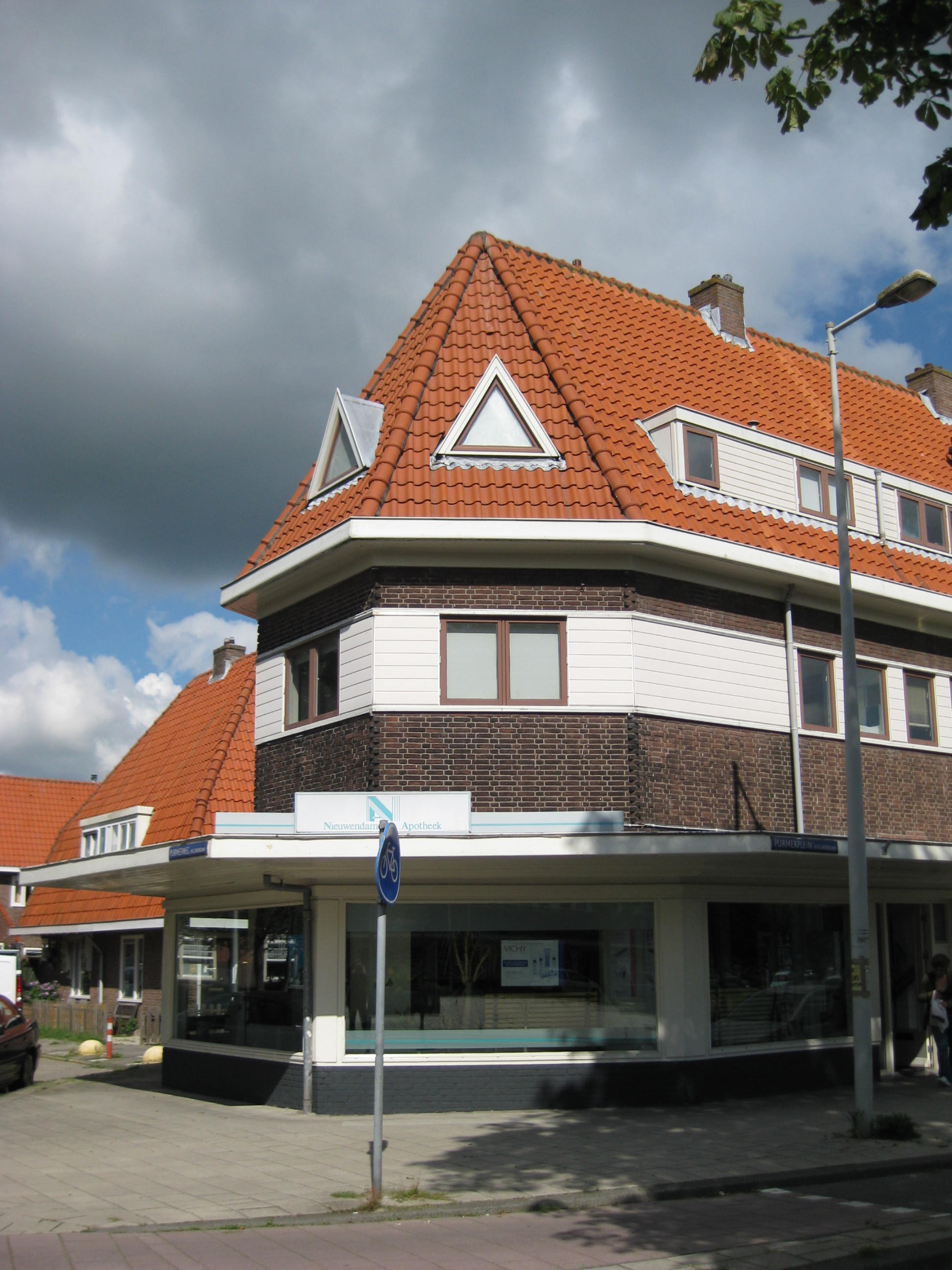
Amsterdamse School, Amsterdam (1927) Berend Tobia Boeyinga
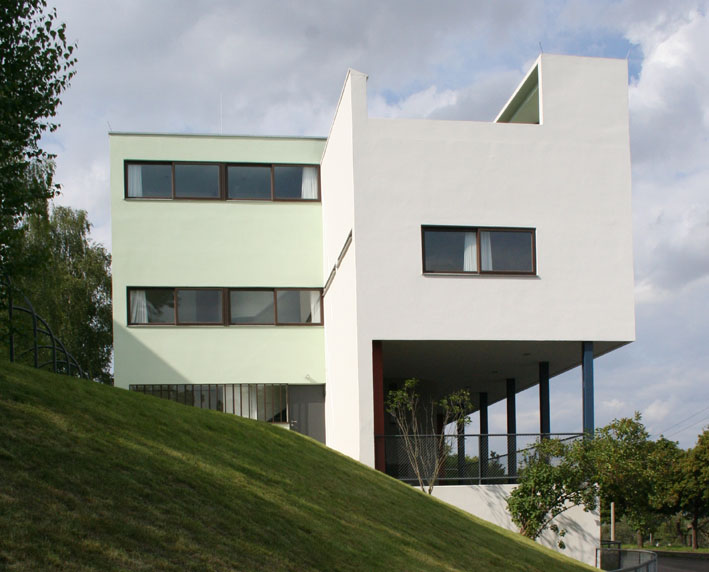
Weissenhof, Stuttgart (1927) Le Corbusier

## Geboren

### januari
- 1 - Maurice Béjart, Frans choreograaf (overleden 2007)
- 1 - Vernon L. Smith, Amerikaans econoom en Nobelprijswinnaar
- 2 - Joeri Grigorovitsj, Russisch choreograaf en balletdanser (overleden 2025)
- 5 - Joker Arroyo, Filipijns advocaat en politicus (overleden 2015)
- 6 - Herman Emmink, Nederlands zanger en televisiepresentator (overleden 2013)
- 7 - Joop van der Reijden, Nederlands politicus (overleden 2006)
- 7 - Enrique Zobel, Filipijns zakenman (overleden 2004)
- 10 - Mies Bouhuys, Nederlands dichteres, scenario-, toneel- en kinderboekenschrijfster (overleden 2008)
- 13 - Sydney Brenner, Zuid-Afrikaans bioloog en Nobelprijswinnaar (overleden 2019)
- 13 - Tauno Söder, Fins acteur (overleden 2009)
- 14 - Ivan Kalita, Sovjet-Russisch ruiter (overleden 1996)
- 16 - José Azcona del Hoyo, Hondurees president (overleden 2005)
- 17 - Eartha Kitt, Amerikaans zangeres, danseres en actrice (overleden 2008)
- 19 - Urbain De Cuyper, Belgisch politicus en burgemeester (overleden 2012)
- 19 - Henryk Jurkowski, Pools theatercriticus, -historicus, -theoreticus, -schrijver en regisseur (overleden 2016)
- 24 - Jnan Hansdev Adhin, Surinaams politicus en rechtsgeleerde (overleden 2002)
- 24 - Jean Raine, Belgisch kunstschilder en filmmaker (overleden 1986)
- 25 - Arie Groenevelt, Nederlands vakbondsbestuurder (overleden 2017)
- 25 - Albert Heijn, Nederlands ondernemer (overleden 2011)
- 25 - Antônio Carlos Jobim, Braziliaans musicus (overleden 1994)
- 26 - Victor Mees, Belgisch voetballer (overleden 2012)
- 29 - Heinz Renneberg, Duits roeier (overleden 1999)
- 30 - Jef Nys, Belgisch striptekenaar (overleden 2009)
- 30 - Olof Palme, Zweeds politicus (overleden 1986)
- 31 - Werner Leich, Duits evangelisch bisschop (overleden 2022)
- 31 - Lorraine Warren, Amerikaans paranormale onderzoeker en auteur (overleden 2019)

### februari
- 1 - Günter Guillaume, Oost-Duits geheim agent (overleden 1995)
- 2 - Stan Getz, Amerikaans muzikant (overleden 1991)
- 2 - Roger Verheuen, Belgisch atleet (overleden 2018)
- 3 - Val Doonican, Iers zanger en tv-presentator (overleden 2015)
- 3 - Blas Ople, Filipijns politicus (overleden 2003)
- 3 - Jan Reijnen, Nederlands politicus en bestuurder (overleden 2020)
- 4 - Tony Fruscella, Amerikaans jazztrompettist (overleden 1969)
- 4 - Van Johnson, Amerikaans autocoureur (overleden 1959)
- 5 - Dan Ekner, Zweeds voetballer (overleden 1975)
- 5 - Ella Snoep, Nederlandse actrice (overleden 2009)
- 6 - Frans Herman, Belgisch atleet (overleden 1990)
- 7 - Herbert Albrecht, Oostenrijks beeldhouwer (overleden 2021)
- 7 - Juliette Gréco, Frans zangeres en comédienne (overleden 2020)
- 7 - Bertie Hill, Brits ruiter (overleden 2005)
- 8 - Dan Van Severen, Belgisch kunstschilder (overleden 2009)
- 9 - Masayoshi Nagata, Japans wiskundige (overleden 2008)
- 10 - Jakov Lind, Joods-Oostenrijks-Brits schrijver, kunstschilder, filmregisseur en acteur (overleden 2007)
- 12 - Ann Gillis, Amerikaans actrice (overleden 2018)
- 14 - Lois Maxwell, Brits actrice (overleden 2007)
- 15 - Harvey Korman, Amerikaans (stem)acteur en komiek (overleden 2008)
- 15 - Carlo Maria Martini, Italiaans kardinaal (overleden 2012)
- 18 - Tabe Bas, Nederlands acteur, zanger en schaker (overleden 2009)
- 18 - John Warner, Amerikaans republikeins politicus (overleden 2021)
- 19 - Ernest Trova, Amerikaans kunstenaar (overleden 2009)
- 20 - Sidney Poitier, Amerikaans acteur, won in 1963 als eerste zwarte acteur een Oscar (overleden 2022)
- 21 - Rik Evens, Belgisch wielrenner (overleden 2022)
- 22 - Florencio Campomanes, Filipijns schaker en FIDE-president (overleden 2010)
- 22 - Ernst Huberty, Duits sportjournalist en televisiepresentator (overleden 2023)
- 22 - Guy Mitchell, Amerikaans zanger en acteur (overleden 1999)
- 24 - Rosario Ibarra, Mexicaans feministe en politiek activiste (overleden 2022)
- 25 - Lucien Theys, Belgisch atleet (overleden 1996)
- 26 - Hans Heinz Holz, Duits filosoof (overleden 2011)
- 28 - Joseph Noiret, Belgisch kunstschilder en dichter (overleden 2012)

### maart
- 1 - Harry Belafonte, Amerikaans acteur en zanger (overleden 2023)
- 2 - Jan Dirk van der Ploeg, Nederlands hoogleraar (overleden 2025)
- 2 - Roger Walkowiak, Frans wielrenner van Poolse afkomst (overleden 2017)
- 4 - Gertie Evenhuis, Nederlands schrijfster (overleden 2005)
- 6 - Gordon Cooper, Amerikaans ruimtevaarder (overleden 2004)
- 6 - Gabriel García Márquez, Colombiaans schrijver (overleden 2014)
- 8 - Stanisław Kania, Pools politicus (overleden 2020)
- 8 - Ethel Portnoy, Nederlands schrijfster (overleden 2004)
- 8 - Ramon Revilla sr., Filipijns acteur en politicus (overleden 2020)
- 9 - Johan Ballegeer, Vlaams historicus en jeugdschrijver (overleden 2006)
- 9 - Will Ferdy, Vlaams zanger (overleden 2022)
- 10 - Jupp Derwall, Duits voetballer en trainer (overleden 2007)
- 10 - Dora van der Groen, Vlaams actrice (overleden 2015)
- 11 - Joachim Fuchsberger, Duits acteur en presentator (overleden 2014)
- 11 - Dempsey Wilson, Amerikaans autocoureur (overleden 1971)
- 12 - Raúl Alfonsín, Argentijns politicus (overleden 2009)
- 12 - Soedharmono, Indonesisch militair en politicus; vicepresident van 1988 tot 1993 (overleden 2006)
- 12 - Joh. de Vries, Nederlands historicus en hoogleraar (overleden 2021)
- 14 - Joop Wolff, Nederlands verzetsstrijder, journalist en communistisch politicus (overleden 2007)
- 16 - Vladimir Komarov, Russisch ruimtevaarder (overleden 1967)
- 16 - Jean Rabier, Frans regisseur (overleden 2016)
- 17 - Lucien Kroll, Belgisch architect (overleden 2022)
- 20 - Nora Boerman, Nederlands hoorspelactrice (overleden 1990)[1]
- 20 - Jan Daniëls, Nederlands burgemeester (overleden 2024)
- 20 - Julio Ribera, Spaans striptekenaar (overleden 2018)
- 21 - Hans-Dietrich Genscher, Duits politicus (overleden 2016)
- 22 - Karl Hardman, Amerikaans filmproducent en acteur (overleden 2007)
- 24 - Martin Walser, Duits roman- en toneelschrijver (overleden 2023)
- 25 - Leslie Claudius, Indiaas hockeyer (overleden 2012)
- 27 - Mo Ostin, Amerikaans muziekproducent (overleden 2022)
- 27 - Mstislav Rostropovitsj, Russisch cellist en dirigent (overleden 2007)
- 28 - Marianne Fredriksson, Zweeds schrijfster en journaliste (overleden 2007)
- 28 - Herman Wiersinga, Nederlands predikant en theoloog (overleden 2020)
- 30 - Leen Jongewaard, Nederlands acteur en zanger (overleden 1996)
- 31 - César Chávez, Mexicaans-Amerikaans vakbondsleider en burgerrechtenactivist (overleden 1993)
- 31 - William Daniels, Amerikaans acteur
- 31 - Eduardo Martínez Somalo, Spaans theoloog en kardinaal (overleden 2021)
- 31 - Roel de Wit, Nederlands politicus en bestuurder (overleden 2012)

### april

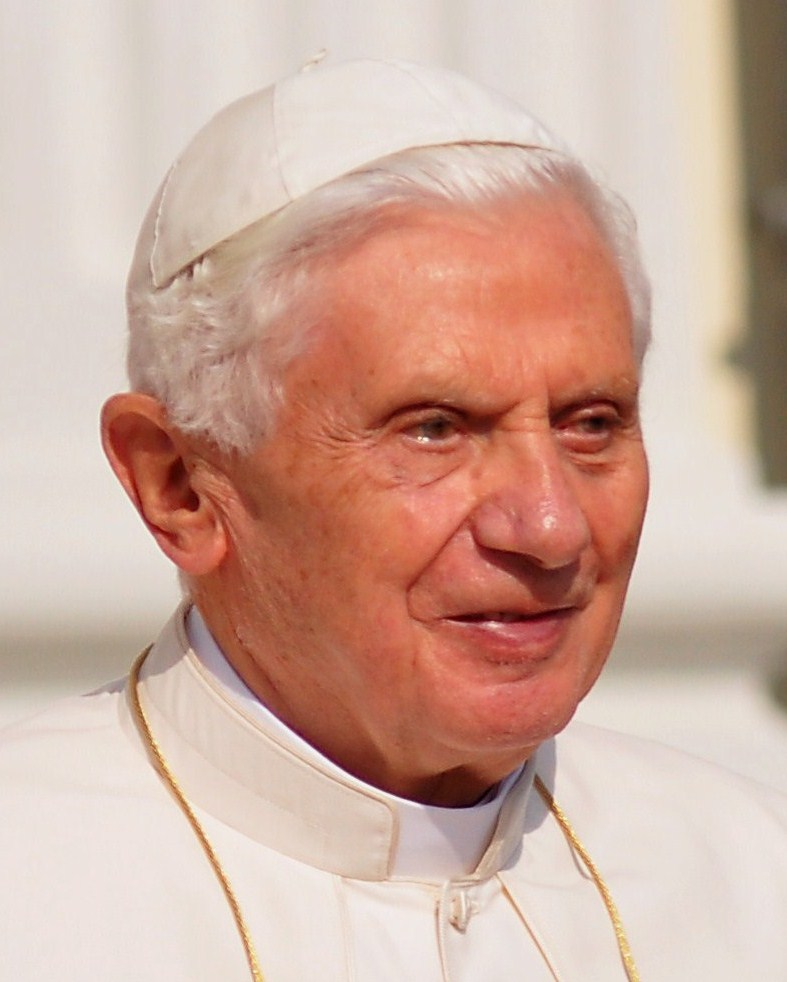
Paus Benedictus XVI,
geboren op 16 april

- 2 - Ferenc Puskás, Hongaars voetballer (overleden 2006)
- 3 - Éva Székely, Hongaars zwemster (overleden 2020)
- 5 - Nicolás Redondo Urbieta, Spaans vakbondsman en politicus (PSOE) (overleden 2023)
- 6 - Nancy Riach, Schots zwemster (overleden 1947)
- 9 - John Cripps, Brits-Australisch horticulturist die de Pink Lady ontwikkelde (overleden 2022)
- 10 - Marshall Warren Nirenberg, Amerikaans biochemicus en Nobelprijswinnaar (overleden 2010)
- 12 - Marijke Thunissen, Nederlands textielkunstenares en schilderes (overleden 2025)
- 12 - Alphonse Vandenrydt, Belgisch atleet
- 14 - Alan MacDiarmid, Nieuw-Zeelands-Amerikaans scheikundige en Nobelprijswinnaar (overleden 2007)
- 15 - Marcel Dits, Belgisch atleet
- 15 - Robert L. Mills, Amerikaans natuurkundige (overleden 1999)
- 16 - Bob Cortner, Amerikaans autocoureur (overleden 1959)
- 16 - Annapurna Devi, Indiaas klassiek muzikante (overleden 2018)
- 16 - Joseph Ratzinger (paus Benedictus XVI), Duits theoloog en paus (2005-2013) (overleden 2022)
- 16 - Peter Mark Richman, Amerikaans acteur, producent en scenarioschrijver (overleden 2021)
- 17 - Margot Honecker, Oost-Duits politica; echtgenote van DDR-leider Erich Honecker (overleden 2016)
- 18 - Samuel Huntington, Amerikaans politicoloog (overleden 2008)
- 18 - Tadeusz Mazowiecki, Pools schrijver en politicus (overleden 2013)
- 19 - Zdeněk Šimek, Tsjechisch beeldhouwer (overleden 1970)
- 20 - Roger Decock, Belgisch wielrenner (overleden 2020)
- 20 - Phil Hill, Amerikaans autocoureur (overleden 2008)
- 20 - Alex Müller - Zwitsers natuurkundige en Nobelprijswinnaar (overleden 2023)
- 22 - André Saheblal, Surinaams topambtenaar en jurist (overleden 2023)
- 23 - Benítez, Paraguayaans voetballer
- 24 - Josy Barthel, Luxemburgs atleet en minister (overleden 1992)
- 24 - Fatty George, Oostenrijks jazzmusicus (overleden 1982)
- 25 - Albert Uderzo, Frans striptekenaar (Asterix) (overleden 2020)
- 26 - Johan van Dommele, Nederlands organist (overleden 2024)
- 26 - Joaquín Gamboa Pascoe, Mexicaans vakbondsleider en politicus (overleden 2016)
- 26 - Robert Robinson, Amerikaans basketballer (overleden 2022)
- 27 - Coretta Scott King, Amerikaans activiste, weduwe van dominee Martin Luther King (overleden 2006)

### mei
- 1 - Greta Andersen, Deens zwemster (overleden 2023)
- 1 - Nico Frijda, Nederlands psycholoog (overleden 2015)
- 1 - Roland Verhavert, Vlaams filmregisseur (overleden 2014)
- 1 - Albert Zafy, Malagassisch politicus (overleden 2017)
- 3 - Günter Schröter, Oost-Duits voetballer (overleden 2016)
- 4 - Trude Herr, Duits actrice en schlagerzangeres (overleden 1991)
- 5 - Pat Carroll, Amerikaans (stem)actrice (overleden 2022)
- 5 - Paul Schneider, Duits beeldhouwer (overleden 2021)
- 5 - Jean Simonet, Belgisch atleet (overleden 2022)
- 7 - Luc de Heusch, Belgisch etnoloog en cineast (overleden 2012)
- 9 - Manfred Eigen, Duits natuur- en scheikundige en Nobelprijswinnaar (overleden 2019)
- 9 - Idário, Braziliaans voetballer (overleden 2009)
- 9 - Juan José Pizzuti, Argentijns voetballer en trainer (overleden 2020)
- 9 - Wim Thoelke, Duits televisiepresentator (overleden 1995)
- 10 - Eva Knardahl, Noors pianiste (overleden 2006)
- 11 - Marie Kovářová, Tsjecho-Slowaaks turnster (overleden 2023)
- 11 - André Wegener Sleeswijk, Nederlands hoogleraar technische natuurkunde (overleden 2018)
- 12 - Barbara Dane (Barbara Jean Spillman), Amerikaans zangeres (overleden 2024)
- 13 - Archie Scott-Brown, Schots autocoureur (overleden 1958)
- 13 - Frans Zwartjes, Nederlands filmregisseur en kunstenaar (overleden 2017)
- 14 - Bob Jongen, Duits-Nederlands voetballer (overleden 2023)
- 15 - Harry Dikmans, Nederlands acteur (overleden 2024)
- 19 - Els van den Horn, Nederlands schoonspringster (overleden 1996)
- 20 - Lee Drollinger, Amerikaans autocoureur (overleden 2006)
- 20 - Léon Letsch, Luxemburgs voetballer
- 21 - Bill Holman, Amerikaans jazzmusicus (overleden 2024)
- 22 - George Andrew Olah, Hongaars-Amerikaans scheikundige en Nobelprijswinnaar (overleden 2017)
- 22 - Hanspeter Vogt, Zwitsers schaatser (overleden 2012)
- 23 - Dieter Hildebrandt, Duits acteur, cabaretier en boekauteur (overleden 2013)
- 23 - Piet Vink, Nederlands politicus (overleden 2002)
- 25 - Robert Ludlum, Amerikaans schrijver (overleden 2001)
- 27 - Jan Blokker, Nederlands journalist en schrijver (overleden 2010)
- 28 - Ralph Carmichael, Amerikaans componist en songwriter (overleden 2021)
- 28 - Eddie Sachs, Amerikaans autocoureur (overleden 1964)
- 29 - Dick Hillenius, Nederlands bioloog, dichter en schrijver (overleden 1987)
- 30 - Hans Heybroek, Nederlands botanicus (overleden 2022)

### juni
- 1 - András Pándy, Belgisch-Hongaars dominee en seriemoordenaar (overleden 2013)
- 3 - Eliseo Mouriño, Argentijns voetballer (overleden 1961)
- 3 - Boots Randolph, Amerikaans saxofonist (overleden 2007)
- 3 - Pavel Staněk, Tsjechisch componist en dirigent (overleden 2025)
- 4 - André van den Heuvel, Nederlands acteur (overleden 2016)
- 4 - Otto Roffel, Nederlands voetbaldoelman (overleden 2022)
- 7 - Alicia Vergel, Filipijns actrice (overleden 1992)
- 8 - Pavel Charin, Sovjet-Russisch kanovaarder (overleden 2023)
- 8 - Jerry Stiller, Amerikaans acteur (overleden 2020)
- 9 - Franco Donatoni, Italiaans componist (overleden 2000)
- 9 - Waltraut Haas, Oostenrijks actrice en zangeres (overleden 2025)
- 10 - Ladislao Kubala, Hongaars voetballer (overleden 2002)
- 11 - Alfred Niepieklo, Duits voetballer (overleden 2014)
- 12 - Bill Cheesbourg, Amerikaans autocoureur (overleden 1995)
- 12 - Jo Mommers, Nederlands voetballer (overleden 1989)
- 14 - Pedro Aguilar, Puerto Ricaans danser (overleden 2009)
- 18 - Paul Eddington, Brits acteur (overleden 1995)
- 18 - Róbert Ilosfalvy, Hongaars operazanger (overleden 2009)
- 20 - Paul Brondeel, Vlaams schrijver (overleden 2009)
- 22 - Ann Petersen, Vlaams actrice (overleden 2003)
- 22 - Han Urbanus, Nederlands honkballer (overleden 2021)
- 22 - Ernst Verduin, Nederlands holocaustoverlevende (overleden 2021)
- 23 - Piet van Breemen, Nederlands pater jezuïet en auteur (overleden 2021)
- 23 - Kenneth McKellar, Brits zanger (overleden 2010)
- 24 - Martin Lewis Perl, Amerikaans natuurkundige en Nobelprijswinnaar (overleden 2014)
- 24 - Osvaldo Zubeldía, Argentijns voetballer en trainer (overleden 1982)
- 27 - Otto Roffel, Nederlands voetballer (overleden 2022)
- 28 - Fritzi Harmsen van Beek, Nederlands dichteres en schrijfster (overleden 2009)
- 28 - Frank Sherwood Rowland, Amerikaans scheikundige en Nobelprijswinnaar (overleden 2012)
- 28 - Boris Sjilkov, Russisch schaatser (overleden 2015)
- 29 - Piero Dorazio, Italiaans kunstschilder (overleden 2005)
- 30 - Shirley Fry, Amerikaans tennis- en badmintonspeelster (overleden 2021)
- 30 - Frank McCabe, Amerikaans basketballer (overleden 2021)

### juli
- 2 - Kees Broekman, Nederlands schaatser (overleden 1992)
- 2 - Joseph Brys, Belgisch atleet (overleden 2001)
- 2 - Brock Peters, Amerikaans acteur (overleden 2005)
- 3 - Ken Russell, Brits filmregisseur (overleden 2011)
- 4 - Gina Lollobrigida, Italiaans actrice (overleden 2023)
- 4 - Neil Simon, Amerikaans toneelschrijver (overleden 2018)
- 6 - Ton Alberts, Nederlands architect (overleden 1999)
- 6 - Hein Donner, Nederlands schaker (overleden 1988)
- 6 - Janet Leigh, Amerikaans actrice (overleden 2004)
- 7 - Dik Bruynesteyn, Nederlands striptekenaar (overleden 2012)
- 10 - David Dinkins, Amerikaans Democratisch politicus en burgemeester (overleden 2020)
- 11 - Herbert Blomstedt, Zweeds dirigent
- 11 - Theodore Maiman, Amerikaans natuurkundige (overleden 2007)
- 11 - Herman Stok, Nederlands radio- en tv-presentator (overleden 2021)
- 13 - Simone Veil, Frans politica (overleden 2017)
- 15 - Håkon Brusveen, Noors langlaufer (overleden 2021)
- 15 - Joe Turkel, Amerikaans acteur (overleden 2022)
- 17 - Prosper Ego, Nederlands politiek activist (oprichter Oud-Strijders Legioen) (overleden 2015)
- 20 - Barbara Bergmann, Amerikaans feministisch econoom (overleden 2015)
- 20 - Henk Hofland, Nederlands journalist en columnist (overleden 2016)
- 22 - Johan Ferner, Noors zeiler en echtgenoot van prinses Astrid (overleden 2015)
- 22 - Otto van Verschuer, Nederlands politicus (overleden 2014)
- 23 - Gérard Brach, Frans scenarioschrijver en filmregisseur (overleden 2006)
- 24 - Alex Katz, Amerikaans kunstschilder
- 28 - Heini Walter, Zwitsers autocoureur (overleden 2009)
- 29 - Harry Mulisch, Nederlands schrijver (overleden 2010)

### augustus
- 5 - Klaas Boot, Nederlands turner en sportverslaggever (overleden 2003)
- 7 - Ien van den Heuvel, Nederlands politica (overleden 2010)
- 7 - Carl Switzer, Amerikaans kindacteur (overleden 1959)
- 8 - Elis Juliana, Curaçaos dichter en kunstenaar (overleden 2013)
- 8 - Giuseppe Moioli, Italiaans roeier (overleden 2025)
- 10 - Jean Guichet, Frans autocoureur
- 11 - Stuart Rosenberg, Amerikaans film- en televisieregisseur (overleden 2007)
- 13 - Jo Leemans, Vlaams zangeres
- 13 - Pieter Lutz, Nederlands acteur (overleden 2009)
- 14 - Roger Carel, Frans (stem)acteur (overleden 2020)
- 16 - Lei Molin, Nederlands kunstschilder (overleden 1990)
- 17 - Sam Butera, Amerikaans tenorsaxofonist en arrangeur (overleden 2009)
- 18 - Rosalynn Carter, Amerikaans presidentsvrouw (overleden 2023)
- 18 - John Rhodes, Brits autocoureur
- 19 - Emil Cimiotti, Duits beeldhouwer (overleden 2019)
- 19 - L.Q. Jones, Amerikaans acteur en filmregisseur (overleden 2022)
- 20 - Yootha Joyce, Brits actrice (overleden 1980)
- 21 - Frits de Voogt, Nederlands roeier (overleden 2023)
- 22 - Geert Eijgelaar, Nederlands politicus (overleden 2022)
- 23 - Dick Bruna, Nederlands schrijver, illustrator en grafisch vormgever, geestelijk vader van Nijntje (overleden 2017)
- 23 - Martial Solal, Frans jazzpianist, componist en dirigent (overleden 2024)
- 24 - Harry Markowitz, Amerikaans econoom (overleden 2023)
- 25 - Althea Gibson, Amerikaans tennisster (overleden 2003)
- 27 - Liselott Linsenhoff, West-Duits amazone (overleden 1999)
- 28 - Auke Bloembergen, Nederlands jurist; lid van de Hoge Raad der Nederlanden (overleden 2016)
- 30 - Piet Kee, Nederlands organist (overleden 2018)

### september

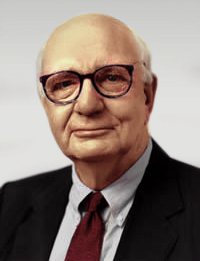
Paul Volcker
geboren op 5 september

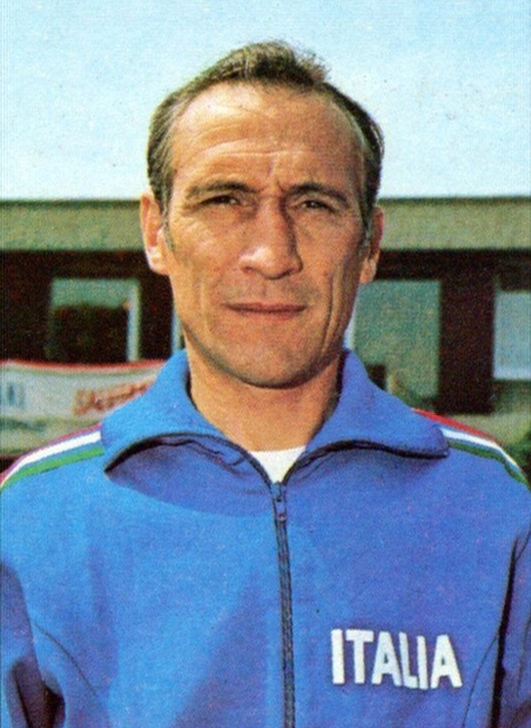
Enzo Bearzot
geboren op 26 september

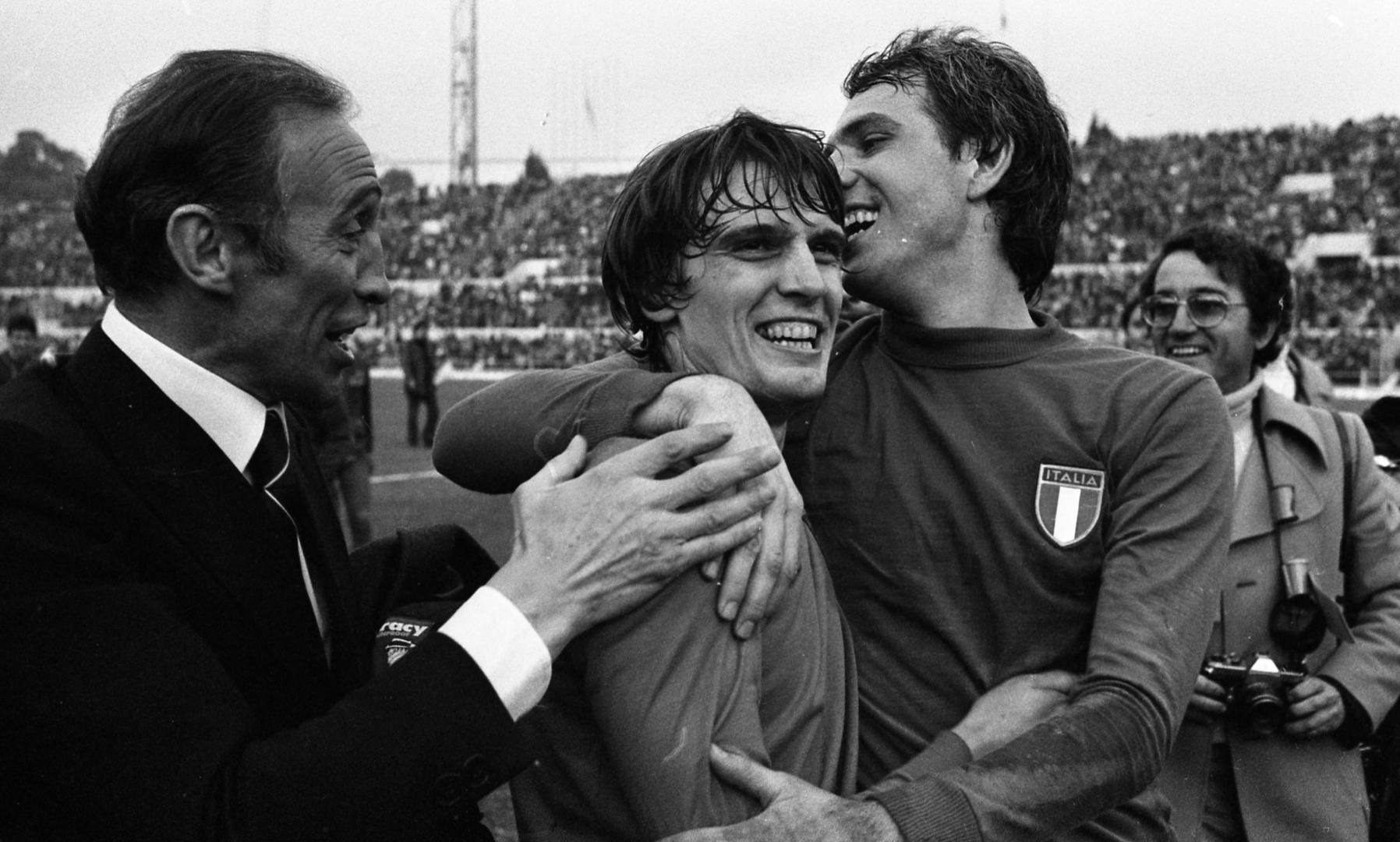
Enzo Bearzot
geboren op 26 september

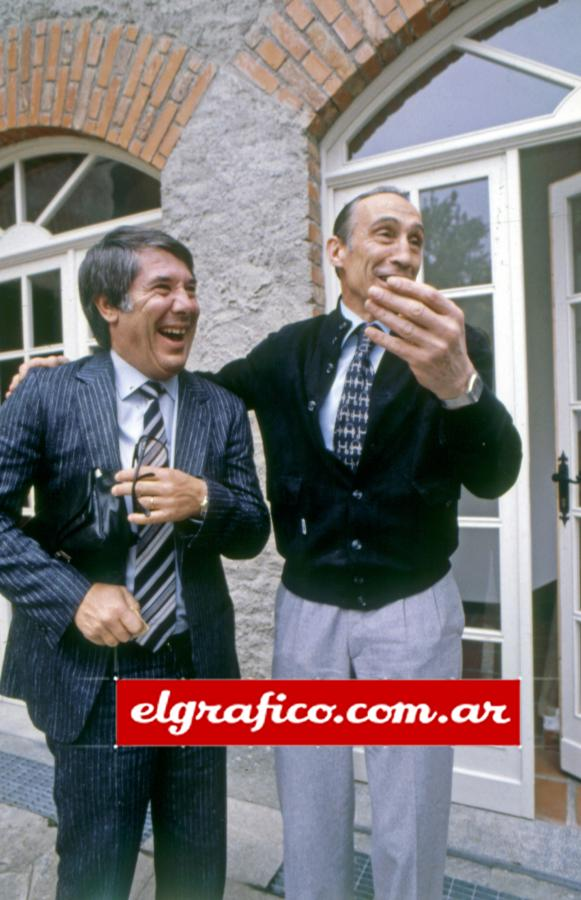
Enzo Bearzot
geboren op 26 september

- 2 - Aggie van der Meer, Nederlands (Fries) dichteres, (toneel)schrijfster en activiste (overleden 2023)
- 5 - Johan Frinsel sr., Nederlands predikant, hulpverlener en (kinderboeken)schrijver (overleden 2021)
- 5 - Paul Volcker, Amerikaans econoom en centraal bankier (overleden 2019)
- 6 - Carolyn George, Amerikaans ballerina (overleden 2009)
- 7 - Eric Hill, Brits kinderboekenschrijver (overleden 2014)
- 7 - Elio Morille, Italiaans roeier (overleden 1998)
- 7 - Nívio, Braziliaans voetballer (overleden 1981)
- 8 - Chuck Rodee, Amerikaans autocoureur (overleden 1966)
- 10 - Marius Broekmeyer, Nederlands Oost-Europadeskundige (overleden 2007)
- 11 - Luc Versteylen, Vlaams pater jezuïet; stichter van de groene beweging Agalev (overleden 2021)
- 12 - Gianna Maria Canale, Italiaans actrice (overleden 2009)
- 12 - Ina Müller-van Ast, Nederlands politica (overleden 2018)
- 15 - Erika Köth, Duits operazangeres (overleden 1989)
- 16 - Peter Falk, Amerikaans acteur (o.a. Columbo) (overleden 2011)
- 16 - Sadako Ogata, Japans politica; was van 1990-2000 hoge commissaris voor de Vluchtelingen (overleden 2019)
- 18 - Wim Hoogendoorn, Nederlands radioverslaggever en -presentator (overleden 1982)
- 19 - Orlando Emanuels, Surinaams dichter (overleden 2018)
- 20 - John Dankworth, Brits jazzcomponist, saxofonist en klarinettist (overleden 2010)
- 20 - Goos Kamphuis, Nederlands journalist (overleden 1974)
- 24 - Fons Van Brandt, Belgisch voetballer (overleden 2011)
- 24 - Louis Van Geyt, Vlaams politicus (overleden 2016)
- 26 - Enzo Bearzot, Italiaans voetballer en voetbalcoach (overleden 2010)
- 26 - Hans Culeman, Nederlands acteur (overleden 1974)
- 26 - Romano Mussolini, Italiaans jazzpianist (zoon van Benito Mussolini) (overleden 2006)
- 27 - Adhemar da Silva, Braziliaans atleet (overleden 2001)
- 29 - Edith Eger, Amerikaans psycholoog en schrijver
- 30 - W.S. Merwin, Amerikaans dichter, schrijver en vertaler (overleden 2019)

### oktober
- 2 - Uta Ranke-Heinemann, Duits theologe en publiciste (overleden 2021)
- 3 - Chuck Hulse, Amerikaans autocoureur (overleden 2020)
- 4 - Eva Pawlik, Oostenrijks kunstschaatsster (overleden 1983)
- 5 - Marianne Dommisse, Nederlands fotografe (overleden 2014)
- 5 - K.L. Poll, Nederlands journalist en schrijver (overleden 1990)
- 6 - Paul Badura-Skoda, Oostenrijks pianist (overleden 2019)
- 6 - Frits Dragstra, Nederlands politicus (overleden 2015)
- 8 - César Milstein, Argentijns biochemicus en Nobelprijswinnaar (overleden 2002)
- 9 - Jo Ivens, Nederlands organist en dirigent (overleden 2022)
- 11 - Josephine Charlotte van België, echtgenote van groothertog Jan van Luxemburg (overleden 2005)
- 11 - Tony Kinsey, Brits jazzdrummer, orkestleider en componist (overleden 2025)
- 13 - Anita Kerr, Amerikaans zangeres en componiste (overleden 2022)
- 13 - Lee Konitz, Amerikaans jazzsaxofonist (overleden 2020)
- 13 - Turgut Özal, Turks politicus (resp. premier en president) (overleden 1993)
- 13 - Bob Smalhout, Nederlands anesthesioloog en publicist (overleden 2015)
- 14 - Anke de Graaf, Nederlands schrijfster (overleden 2019)
- 14 - Roger Moore, Brits acteur (overleden 2017)
- 16 - Günter Grass, Duits schrijver, Nobelprijswinnaar in 1999 (overleden 2015)
- 16 - Eileen Ryan, Amerikaans actrice (overleden 2022)
- 16 - Adam van der Woude, Nederlands Bijbelwetenschapper (overleden 2000)
- 17 - Friedrich Hirzebruch, Duits wiskundige (overleden 2012)
- 18 - Karin Kraaykamp, Nederlands televisie-omroepster (overleden 2018)
- 19 - Pierre Alechinsky, Belgisch kunstenaar
- 19 - Hans Schäfer, Duits voetballer (overleden 2017)
- 20 - Leonie Kooiker, Nederlands kinderboekenschrijfster (overleden 2020)
- 20 - Oskar Pastior, Roemeens-Duits journalist, dichter, schrijver en vertaler (overleden 2006)
- 21 - Howard Zieff, Amerikaans filmregisseur en fotograaf (overleden 2009)
- 23 - Leszek Kołakowski, Pools filosoof (overleden 2009)
- 23 - Michel van der Plas, Nederlands journalist en tekstschrijver (overleden 2013)
- 23 - Sadi, Belgisch jazzmusicus (overleden 2009)
- 24 - Gilbert Bécaud, Frans zanger (overleden 2001)
- 25 - Jorge Batlle Ibáñez, Uruguayaans politicus (overleden 2016)
- 25 - Lawrence Kohlberg, Amerikaans psycholoog (overleden 1987)
- 26 - Peter Hoefnagels, Nederlands psycholoog (overleden 2011)
- 26 - Janet Moreau, Amerikaans atlete (overleden 2021)
- 27 - Ed Benguiat, Amerikaans letterontwerper (overleden 2020)
- 28 - Cleo Laine, Brits jazzzangeres en actrice (overleden 2025)
- 30 - Bob van den Born, Nederlands striptekenaar en illustrator (overleden 2017)
- 30 - Willy Maltaite, Belgisch striptekenaar (overleden 2000)
- 31 - Pieter Van den Bosch, Belgisch voetballer (overleden 2009)

### november
- 1 - Jan Bouwens, Nederlands burgemeester (overleden ca. 2006)
- 1 - Marijke Ferguson, Nederlands musicienne, radioprogrammamaker en radiopresentator (overleden 2024)
- 1 - Marcel Ophüls, Duits-Amerikaans documentairemaker (overleden 2025)
- 1 - Filippo Maria Pandolfi, Italiaans politicus (overleden 2025)
- 2 - Steve Ditko, Amerikaans stripauteur (overleden 2018)
- 8 - Patti Page, Amerikaans zangeres (overleden 2013)
- 8 - Jørgen Reenberg, Deens acteur (overleden 2023)
- 11 - Mose Allison, Amerikaans blueszanger (overleden 2016)
- 15 - Ben Binnendijk, Nederlands roeier en hoogleraar (overleden 2020)
- 15 - Joan Segarra, Spaans voetballer (overleden 2008)
- 16 - Robert Butler, Amerikaans televisie- en filmregisseur (overleden 2023)
- 16 - Emile Wafflard, Belgisch biljarter (overleden 1994)
- 20 - Michail Oeljanov, Russisch acteur (overleden 2007)
- 20 - Estelle Parsons, Amerikaans actrice
- 23 - Angelo Sodano, Italiaans kardinaal (overleden 2022)
- 24 - Emma Lou Diemer, Amerikaans componiste, muziekpedagoge en organiste (overleden 2024)
- 25 - Pierre Vinken, Nederlands neurochirurg en uitgever (overleden 2011)
- 27 - Carlos José Castilho, Braziliaans voetballer (overleden 1987)
- 28 - Hans Eijsvogel, Nederlands sportjournalist (overleden 2019)

### december

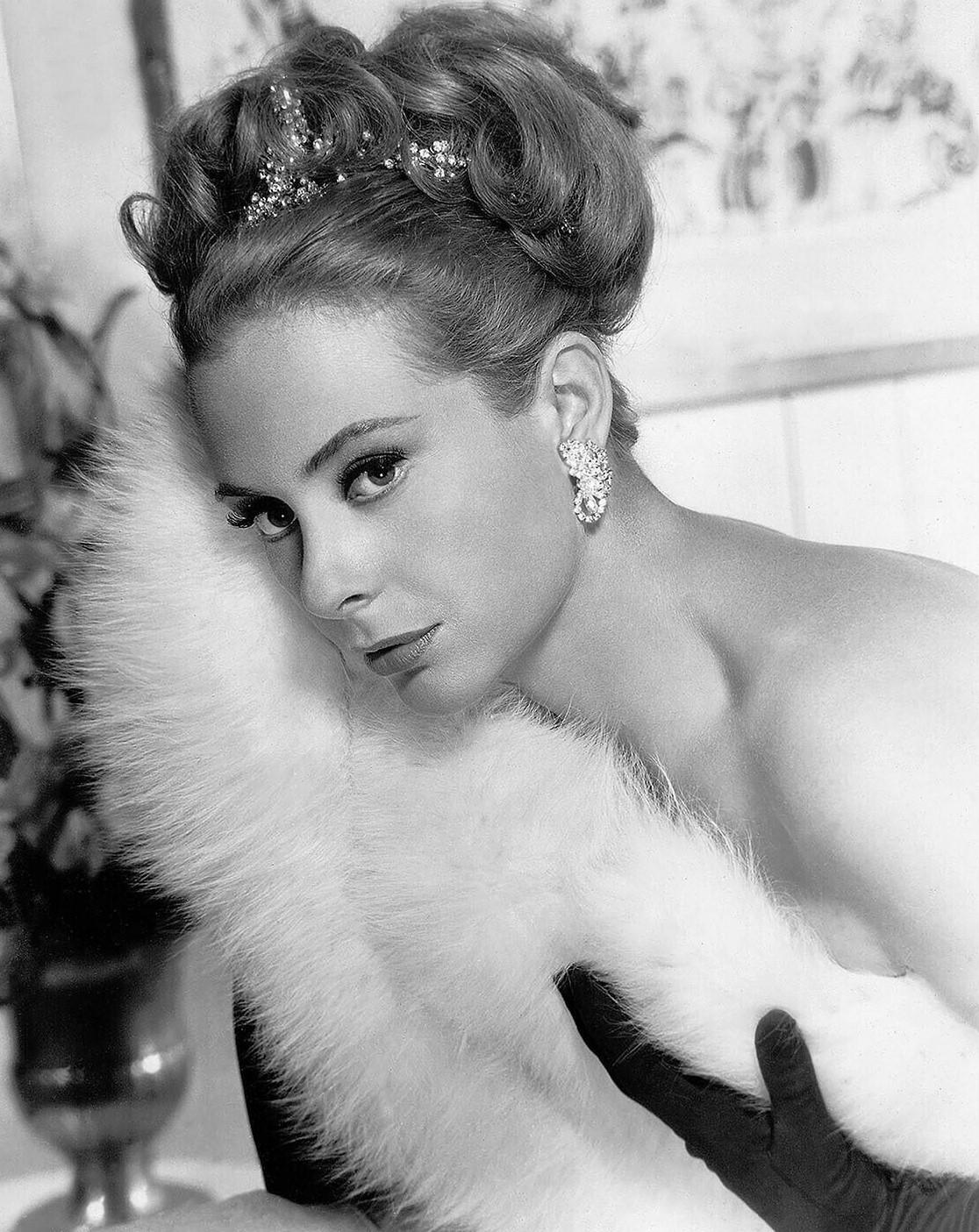
Geneviève Page
geboren 13 december 1927

- 1 - Abby Mann, Amerikaans scenarioschrijver (overleden 2008)
- 2 - Ralph Beard, Amerikaans basketballer (overleden 2007)
- 3 - Andy Williams, Amerikaans zanger (overleden 2012)
- 4 - William Labov, Amerikaans hoogleraar taalkunde (overleden 2024)
- 5 - Bhumibol Adulyadej, Thais koning (overleden 2016)
- 5 - Johan Bruinsma, hoogleraar plantenfysiologie (overleden 2017)
- 5 - Óscar Míguez, Uruguayaans voetballer (overleden 2006)
- 5 - Erich Probst, Oostenrijks voetballer (overleden 1988)
- 7 - Auke Hettema, Nederlands beeldhouwer (overleden 2004)
- 7 - Renze Hettema, Nederlands  beeldhouwer (overleden 2008)
- 7 - Ivo Lorscheiter, Braziliaans rooms-katholiek aartsbisschop (overleden 2007)
- 12 - Walter Gómez, Uruguayaans voetballer (overleden 2004)
- 12 - Robert Noyce, Amerikaans medeoprichter van Intel (overleden 1990)
- 12 - Wim van der Velde, Nederlands filmregisseur (overleden 2020)
- 13 - Geneviève Page, Frans actrice (overleden 2025)
- 14 - Koos Rietkerk, Nederlands politicus (overleden 1986)
- 19 - Wim van Eer, Surinaams politicus en diplomaat (overleden 2011)
- 19 - H.J. de Roy van Zuydewijn, Nederlands vertaler en dichter (overleden 2019)
- 22 - Charles Dewachtere, Belgisch atleet (overleden 2020)
- 24 - Vernon Heywood, Brits botanicus en hoogleraar (overleden 2022)
- 24 - Mary Higgins Clark, Amerikaans schrijfster (overleden 2020)
- 24 - Teresa Stich-Randall, Amerikaans operazangeres (overleden 2007)
- 25 - Ernie Andrews, Amerikaans blues- en jazzzanger (overleden 2022)
- 25 - Ram Narayan, Indiaas sarangispeler (overleden 2024)
- 27 - Anne Armstrong, Amerikaans diplomaat en politicus (overleden 2008)
- 29 - Andy Stanfield, Amerikaans atleet (overleden 1985)
- 30 - Robert Hossein, Frans acteur en regisseur (overleden 2020)

### datum onbekend
- Dick Harris, Nederlands uitvoerend artiest en tv-regisseur (overleden 2010)
- Debora van der Hoorn, Nederlands schaatsster
- Robert Mosley, Amerikaans operazanger (overleden 2002)
- Roger Simons, Belgisch radiojournalist (overleden 2020)

## Overleden
januari
- 2 - Rudolf Stang (95), Duits graveur en etser
- 10 - August Allebé (88), Nederlands kunstschilder en lithograaf
- 19 - Charlotte van België (86), prinses van België en keizerin van Mexico
- 21 - Floris Verster (65), Nederlands kunstschilder
- 31 - Sybil Bauer (23), Amerikaans zwemster

februari
- 9 - Charles Walcott (76), Amerikaans paleontoloog
- 17 - Francis Lane (52), Amerikaans atleet

maart
- 6 - Marie Spartali Stillman (82), Engels kunstschilderes en model
- 15 - Hector Rason (68), 7e premier van West-Australië

april
- 15 - Henry Holiday (87), Engels kunstschilder, glazenier en illustrator

mei
- 5 - Charles Boissevain (84), Nederlands journalist
- 10 - Harald Hansen (43), Deens voetballer
- 11 - Juan Gris (40), Spaans kunstschilder
- 17 - Emiel Jan Seghers (71), Belgisch bisschop van Gent

juni
- 1 - Lizzie Borden (66), Amerikaans verdachte
- 1 - Annibale Maria di Francia (75), Italiaans priester, ordestichter en heilige
- 9 - Victoria Woodhull (88), Amerikaans activiste en politica
- 14 - Jerome K. Jerome (68), Engels schrijver
- 14 - Ottavio Bottecchia (32), Italiaans wielrenner

juli
- 2 - Gérard de Courcelles (38), Frans autocoureur
- 5 - Albrecht Kossel (73), Duits arts, fysioloog en Nobelprijswinnaar
- 20 - Ferdinand I van Roemenië (61), koning van Roemenië
- 23 - Arthur Hoffmann (70), Zwitsers politicus

augustus
- 3 - Edward B. Titchener (60), Amerikaans psycholoog
- 8 - Willy Ascherl (27), Duits voetballer
- 13 - James Oliver Curwood (49), Amerikaans schrijver

september
- 6 - Alfred von Montenuovo (72), Oostenrijks-Hongaars hoffunctionaris
- 7 - Anna Goloebkina (63), Russisch beeldhouwster
- 14 - Isadora Duncan (50), Amerikaans danseres
- 15 - Herman Gorter (62), Nederlands dichter
- 28 - Willem Einthoven (67), Nederlands arts en Nobelprijswinnaar

oktober
- 2 - Svante Arrhenius (68), Zweeds wetenschapper en Nobelprijswinnaar
- 6 - Paul Sérusier (64), Frans kunstschilder
- 10 - Gustave Whitehead (53), Duits-Amerikaans luchtvaartpionier
- 27 - Albert Champion (49), Frans wielrenner en constructeur
- 29 - Victoire Cappe (41), Belgisch feministe en vakbondsbestuurster

november
- 9 - Ole Olsen (77), Noors componist
- 20 - Wilhelm Stenhammar (56), Zweeds componist, dirigent en pianist
- 20 - Edouard Willems (80), Belgisch notabele
- 26 - Jean-Louis Pisuisse (47), Nederlands zanger en cabaretier

december
- 5 - Fjodor Sologoeb (64), Russisch schrijver
- 6 - Willem Kapteyn (78), Nederlands wiskundige
- 10 - Friedrich von Moltke (75), Duits staatsman
- 24 - Vladimir Bechterev (70), Russisch neuroloog

datum onbekend
- Jane Frances Winn (geboren 1855), Amerikaans journalist

## Weerextremen in België
- 7 april: Tornado trekt over het centrum van Nimy (Bergen) en veroorzaakt er ernstige schade.
- 1 juni: Tornado in Laken (Brussel) veroorzaakt schade aan daken en bomen.
- 28 augustus: Tornado veroorzaakt schade in de streek van Bièvre.
- 20 december: Koudste december-decade van de eeuw: gemiddelde temperatuur in Ukkel –5,4 °C.
- 27 december: 45 cm sneeuw in Brugge.

Bron: KMI Gegevens Ukkel 1901-2003  met aanvullingen 